# 銀河高原ビール
株式会社銀河高原ビール（ぎんがこうげんビール）は、1996年創業のクラフトビールメーカーである。2023年に解散した。

## ビールの概要
銀河高原ビールのフラッグシップは「銀河高原ビール　小麦のビール」である。
ビアスタイルは「ヘーフェ（酵母入り）ヴァイツェン」。原材料は小麦麦芽、大麦麦芽、ホップ、酵母を使用。
酵母を取り除かない無濾過製法により、ヴァイツェン酵母に由来するバナナのようなエステル香や、白く濁った見た目が特徴。フルーティな香りとまろやかな口当たりの無濾過ビールである。

### 製品ラインアップ
- 銀河高原ビール　小麦のビール：銀河高原ビールのフラッグシップ。フルーティな香りとまろやかな口当たりの無濾過ビール。2020年4月よりパッケージデザインを一新した。[3]

沢内醸造所における生産終了に伴い、2020年3月31日をもって「銀河高原ビール　小麦のビール（缶）」以外のすべての商品の販売を終了した。
以下は過去販売していたラインアップである。
- ヴァイツェン：バナナのようなフルーティーな香りと、無濾過・非加熱による生きた酵母のまろやかな味わいが特徴のヴァイツェン。【要冷蔵】（2019年9月末を以って終売）
- ペールエール：麦芽のコクと甘み、ホップの苦みのバランスがとれたビタースウィートな英国伝統のペールエール。無濾過。【常温保管可】
- 椀子麦酒（わんこビール）：岩手県のゆるキャラ「わんこきょうだい」がプリントされたケルシュスタイルの無濾過ビール。エールビール特有の華やかな香りと軽い飲み口が特徴。岩手県内また銀河高原ビールの公式WEBSHOPでの販売。【常温保管可】
- 白ビール：春の季節限定商品。無濾過。【常温保管可】
- そよ風のケルシュ：夏の季節限定商品。無濾過。【常温保管可】
- デュンケルヴァイツェン：秋の季節限定商品。無濾過。【常温保管可】
- ヴァイツェンボック：冬の季節限定商品。無濾過。【常温保管可】
- シルバーボトル(瓶)：小麦のビールを食卓を華やかに彩る瓶で販売。無濾過。【常温保管可】
- ユキノチカラ白ビール(瓶)：西和賀町のユキノチカラプロジェクトにて誕生。ホップの苦みが少なく、爽やかな酸味と小麦麦芽の上品でやわらかな甘みが特徴のビール。無濾過。【常温保管可】
- スタウト(樽)：樽のみで販売。珈琲豆を思わせるロースト香と味わいが特徴。無濾過。【要冷蔵】

## 経営母体の推移
1996年（平成7年）7月、岩手県沢内村（現・西和賀町）の村興し事業として、岩手県の住宅メーカー東日本ハウス株式会社（現・株式会社日本ハウスホールディングス）の創業者・中村功が東日本ハウスの子会社として銀河高原ビール株式会社を設立し、村内のリゾート施設で地ビールの製造・販売を始めた。
1990年代半ばの地ビールブームに乗って事業を拡大させ、1997年（平成9年）7月に飛騨高山工場（岐阜県高山市新宮町3369）と阿蘇白水工場（熊本県阿蘇郡白水村一関1366）を開設し、それぞれに銀河高原ビアレストランを併設した。1998年（平成10年）7月には那須工場（栃木県那須郡那須町大字高久甲4453-49）を開設し、那須ビール園を併設した。
地ビールブームが沈静化した2001年（平成13年）、那須工場はOEM生産に転換し、飛騨高山工場と阿蘇白水工場を閉鎖する。
2001年12月に会社分割を実施して、新たに銀河高原ビール株式会社を設立すると共に旧銀河高原ビール株式会社を高原販売株式会社と会社名を変更して特別清算した。
その後も黒字化には至らず、2005年（平成17年）に再び会社の清算を決定し、2006年3月に東京地方裁判所より特別清算の開始決定を受けた。負債総額は126億円。ブランドや製造販売などはOEM生産元でもあった関連会社の東日本沢内総合開発株式会社（岩手県和賀郡西和賀町）が承継し、那須工場と併設する那須ビール園は閉鎖となった
2010年（平成22年）2月1日付で、商号を東日本沢内総合開発株式会社から株式会社銀河高原ビールに変更した。さらに2011年12月21日には株式交換により東日本ハウス株式会社の完全子会社となった。
2017年9月28日、日本ハウスホールディングスは保有する全株式をクラフトビール最大手のヤッホーブルーイングに同年10月31日に譲渡することを取締役会で決議した。

## 関連施設

### 沢内醸造所
銀河高原ビール発祥の地であり、各地の醸造所が次々と閉鎖されていくなかで最後まで残った醸造所だったが、2020年春をもって生産終了した。ビールの生産は親会社にあたる株式会社ヤッホーブルーイングへ委託され、ブランドは継続された。
2020年3月27日、沖縄のヘリオス酒造が沢内醸造所と隣接するホテル（下記参照）を取得し、クラフトビールの生産を行うことを発表した。

### ホテル森の風 沢内銀河高原（休館）
旧称「沢内銀河高原ホテル」。沢内高原温泉に建つ宿泊施設。ここが創業の地であり、銀河高原ビールの本社所在地かつ唯一残った醸造所の所在地となっていた。日本ハウスホールディングスグループの株式会社ホテル東日本が経営していた。ビール工場が併設され、ここで製造されたビールを施設内のレストランで飲むことができた。かつてトナカイが実際に飼育され、ソリを牽かせるアトラクションも行われた。
前記した2017年の銀河高原ビールの経営主体変更に際しては、当初譲受先のヤッホーブルーイングは運営を継続する意向を示していたが、人手不足の状況から10月31日をもって休館することとなった。従業員の雇用は継続する見通しである。
2020年3月27日、沖縄のヘリオス酒造が沢内醸造所を買収するのと同時に、当ホテルを取得し、運営委託先を探すことが発表された。

## CM出演者
- みのもんた（2004年[25]）